# John Gardner Wilkinson
John Gardner Wilkinson, född 5 oktober 1797 i Little Missenden, i Buckinghamshire, död 29 oktober 1875 i Llandovery, var en brittisk egyptolog och arkeolog. 
Wilkinson företog 1831–1833 topografiska undersökningar i Egypten, och särskilt i Thebe samt insamlade epigrafiskt material. Hans Manners and Customs of the Ancient Egyptians (1837) är det första försöket att på grundval av inhemska källor skildra det forntida Egyptens kultur.